# Tuinwijk Herryville

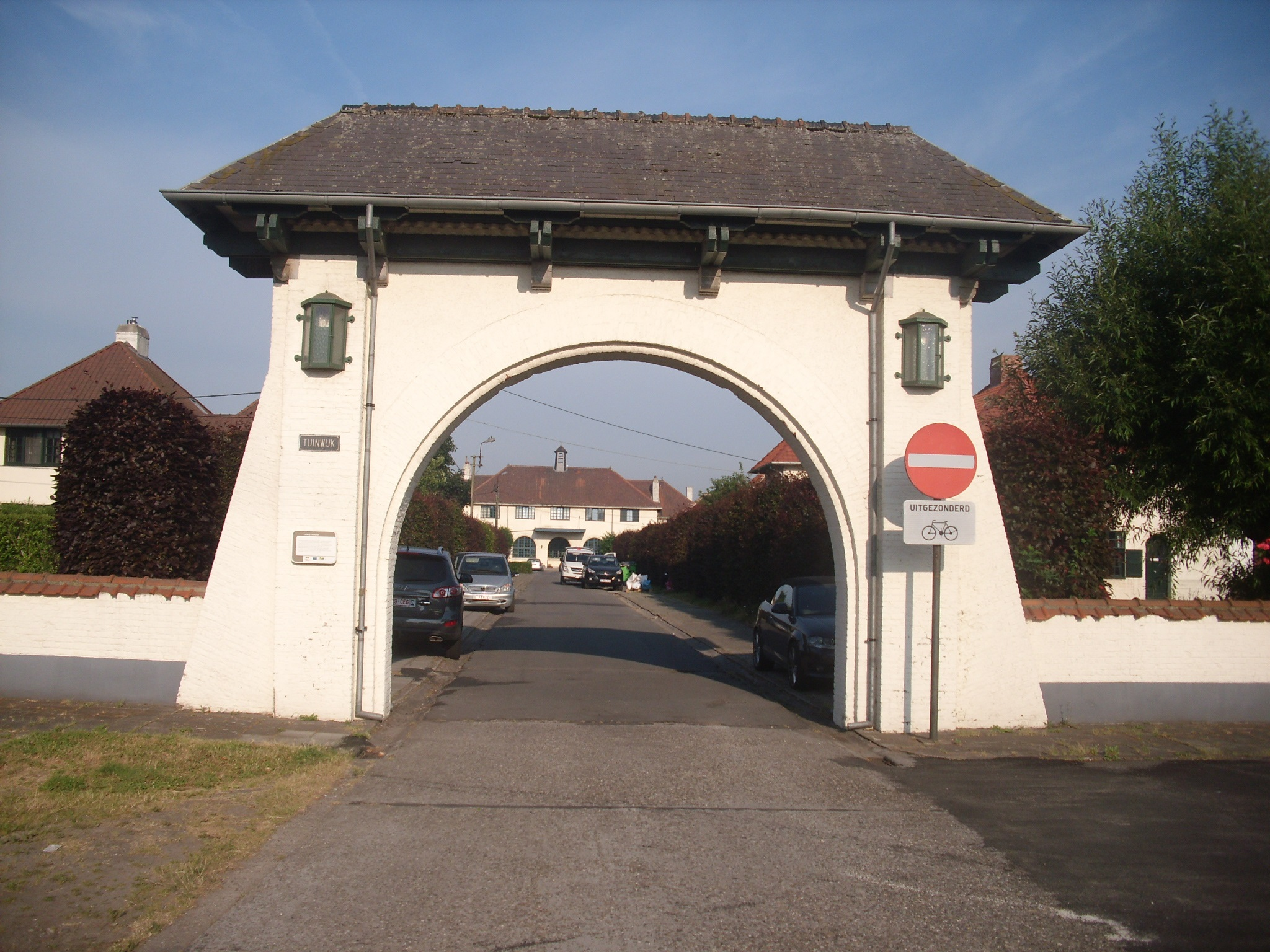
Toegang

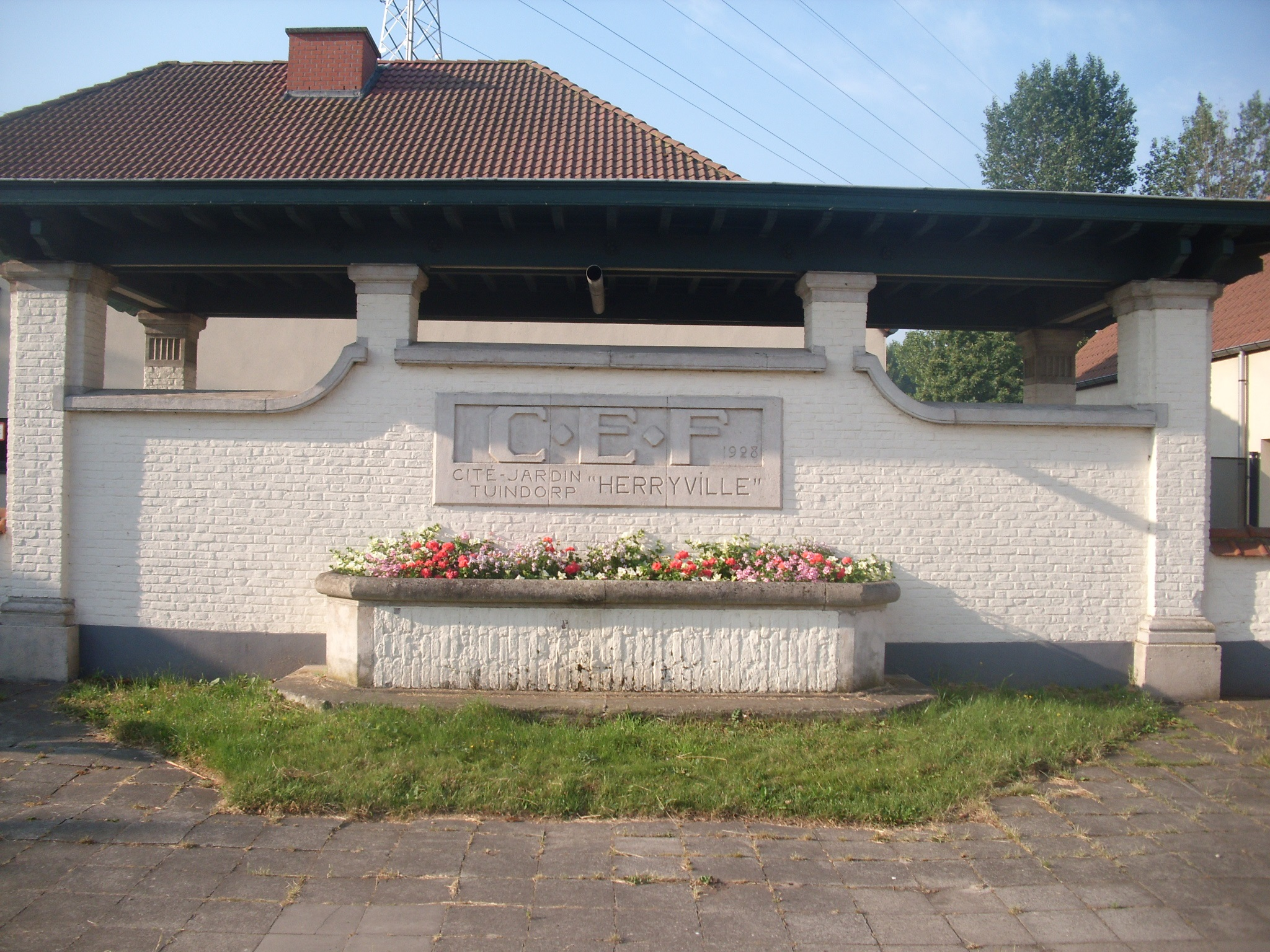
Gedenkteken

Tuinwijk Herryville is een tuinwijk gelegen te Langerbrugge. De tuinwijk staat op de inventaris van Onroerend Erfgoed. 

## Geschiedenis[1]
De bouwheer van de wijk was de Centrales Electriques des Flandres; dit is tevens te zien aan een opschrift aan de toegangspoort waarop te lezen staat: "C.E.F. 1928 cité-jardin tuindorp "Herryville"".  De tuinwijk werd gebouwd in 1927 voor de directie en de kaderleden van de elektriciteitscentrale daterende uit 1913 en kreeg de naam van de toenmalige directeur Leopold Herry. Met de tuinwijk werd ook aangrenzend een velodroom en kantine gebouwd in 1929 door dezelfde architect Eugène Dhuicque.

## Gebouwen

### Situering
Alle gebouwen zijn gebouwd rond twee T-vormige straten. De straat die de as vormt en in het midden van de andere straat uitkomt bevat een poortgebouw die over de weg gebouwd is, richting centrale. De andere straat is een brede laan waar een refter/casino in het midden staat, aan de overzijde van de straat met het poortgebouw. 
De velodroom werd twee jaar later aangelegd in de weides tussen de tuinwijk en de centrale naast de weg tussen beide.

### Huizen
De huizen staan aan beide zijden van de straten en zijn één- of tweegezinswoningen met een aparte garage en een tuin. De huizen en kantine zijn opgetrokken uit baksteen in regionalistische stijl, met een rood pannendak en met groengeschilderd schrijnwerk. 

### Velodroom
De velodroom was opgetrokken uit beton en werd in de beginjaren intensief gebruikt. Onder andere eindigde in 1932 hier de vierde rit uit de Ronde van Vlaanderen voor onafhankelijken. Na enige tijd raakte de velodroom in onbruik. Gedurende de Tweede Wereldoorlog werd het binnenplein gebruikt als groententuin om extra voedingsmiddelen te hebben. In de jaren 70 en 80 werd deze herontdekt door Oscar Daemers (uitbater 't Kuipke) en vonden er opnieuw trainingen plaats, door onder andere Leo Sterckx, Patrick Sercu en  Willy Debosscher.
Het laatste grote evenement dat er plaatsvond was het Belgische baankampioenschap op 6, 7 en 8 juni 1981.
Door de slechte staat van de gebouwen en het gebrek aan interesse van de wielerbond om de velodroom nog te gebruiken werd door minister Kelchtermans toestemming tot afbraak gegeven. Na de sloop in 1996 bleven enkel het clubhuis en het voetbalveld op het middenplein in gebruik.

#### Velodroompark
In de jaren 2010 werd rond de voormalige wielerbaan en het voetbalveld een van de nieuwe parkgebieden rond de Gentse haven aangelegd, namelijk het Koppelingsgebied Kerkbrugge-Langerbrugge. In 2021 konden de inwoners van Evergem een naam kiezen voor dit parkgebied. De uiteindelijke naam werd Velodroompark. Op de plattegrond van het groenontwerp is nog de ovaal te zien die de voormalige wielerpiste voorstelt.